# Gonzalo Segares
Gonzalo Segares (ur. 13 października 1982 w San José) - kostarykański piłkarz grający na pozycji obrońcy w Chicago Fire. Ma za sobą 13 występów w dorosłej reprezentacji Kostaryki.